# California (San Francisco)
California is een Amerikaans historisch merk van motorfietsen.
De bedrijfsnaam was: California Motor Company, San Francisco
California is een Amerikaans merk dat ontstond toen Roy C. Marks uit Toledo patenten aanvroeg voor een motorblok en een oppervlaktecarburateur. Enkele zakenlieden zagen brood in zijn ideeën en waarschijnlijk laat in 1901 werden de eerste motorfietsen geproduceerd. Aanvankelijk hadden deze een ongeveerde voorvork, maar al in 1902 was er een versterkte en verende vork.
George A. Wyman maakte met dit model twee "monstertochten", eerst van San Francisco naar Reno in Nevada en terug, daarna van San Francisco naar New York. Deze laatste tocht was 6000 km lang, terwijl er indertijd in de VS nog maar 250 km verharde weg was. Omdat hij grote stukken over de dwarsliggers van de spoorlijn reed, is de toevoeging van een geveerde voorvork later niet verwonderlijk. 
Het bedrijf werd in 1903 verkocht aan de Consolidated Manufacturing Company in Toledo, Ohio. Dit was een samenwerkingsverband van Kirk en Snell. Zo ontstond de naam Yale-California. Een andere naam voor de California, Duck-California, is geen merknaam, maar een verwijzing naar de voorremfabrikant Duck. 
- Er is nog een ander merk met de naam California, zie California (Mountain View).